# Stereocyclops
Stereocyclops là một chi động vật lưỡng cư trong họ Nhái bầu, thuộc bộ Anura.

## Các loài
Có 4 loài được ghi nhận trong chi:
| Danh pháp và Tác giả                                      | Tên thông thường     |
| --------------------------------------------------------- | -------------------- |
| Stereocyclops histrio (Carvalho, 1954)                    | Bahia yellow frog    |
| Stereocyclops incrassatus Cope, 1870                      | Brazilian dumpy frog |
| Stereocyclops palmipes Caramaschi, Salles, and Cruz, 2012 |                      |
| Stereocyclops parkeri (Wettstein, 1934)                   |                      |